# هنریک ژوسک

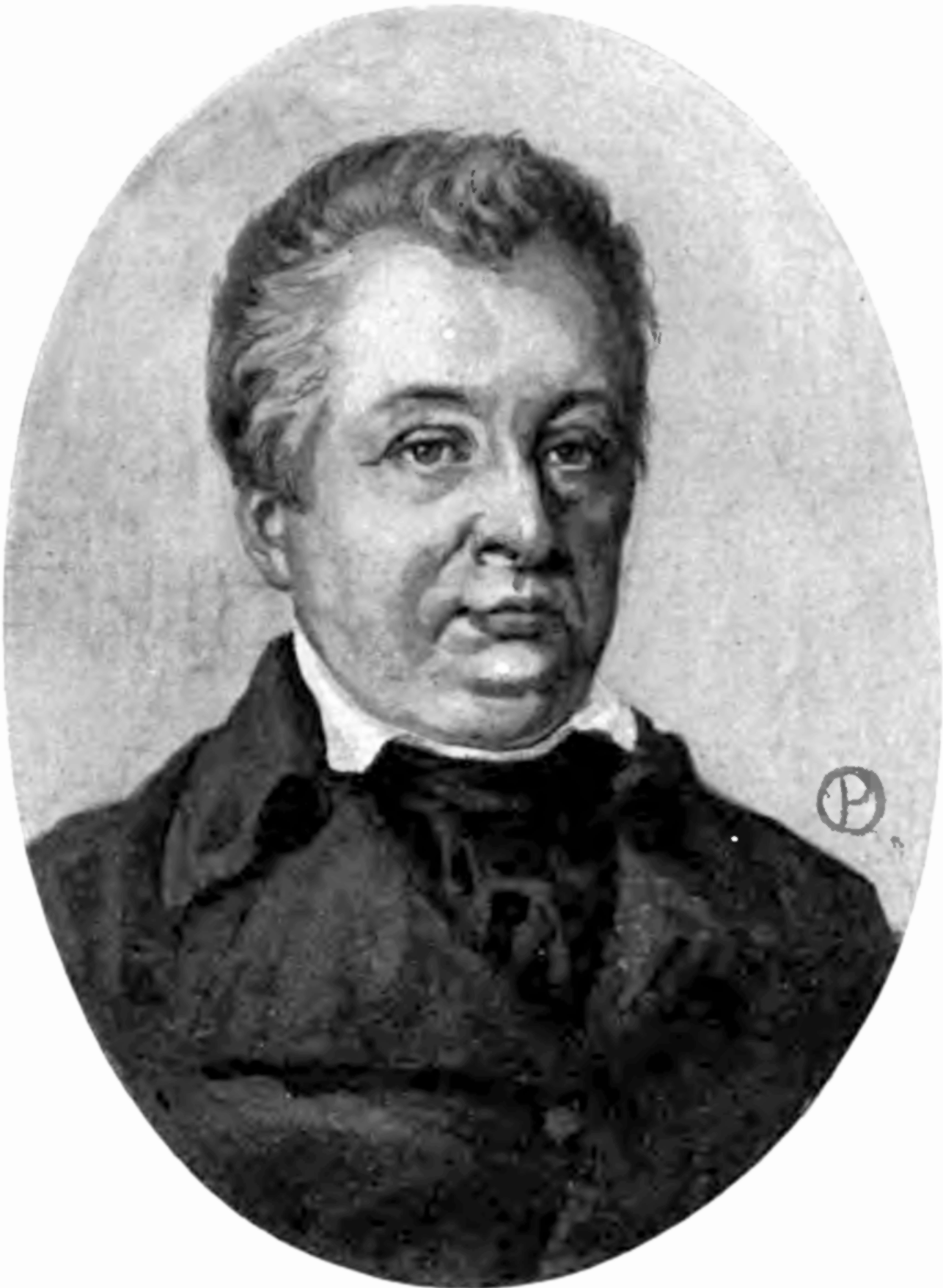
هنریک روژوسکی، رمان‌نویس دوران رمانتیک

هنریک روژوسکی (۳ مه ۱۷۹۱–۲۸ فوریه ۱۸۶۶) نجیب‌زاده اهل لهستان، روزنامه‌نگار و رمان‌نویس دوران رمانتیک بود.